# Kurt Großkurth
Kurt Großkurth (* 11. Mai 1909 in Langenselbold bei Hanau; † 29. Mai 1975 in Bad Aibling) war ein deutscher Schauspieler und Sänger.

## Leben
Kurt Großkurth wuchs in Betzdorf als Sohn des Hoteliers Karl Großkurth und seiner Frau Klara, geborene Meyer, auf. Nach Besuch der Stiftsschule St. Johann in Amöneburg und des Humanistischen Gymnasiums in Attendorn absolvierte er in den 1920er Jahren auf Wunsch des Vaters in Essen, London und Heidelberg bis 1931 eine Hotelfachausbildung. Danach arbeitete er mehrere Jahre in internationalen Hotels.
1932 entdeckte er seine Liebe zur Bühne, nahm zunächst Gesangsunterricht in Düsseldorf, dann bei Heinrich Knote in München und studierte schließlich ab 1933 an der Staatlichen Akademie der Tonkunst in München Schauspiel und Gesang, wo er 1934 seine Eignungsprüfung und 1936 die Reifeprüfung als Opernsänger absolvierte. Er gab sein Debüt 1936 am Stadttheater Pforzheim als lyrischer Tenor. Er sang den Tamino in Die Zauberflöte, den Ferrando in Così fan tutte und den Jacquino in Fidelio. Großkurth spielte in Tilsit, Nordhausen, Freiburg im Breisgau und am Deutschen Theater in Den Haag.
Von 1944 bis 1945 war er in Berlin als Tenorbuffo am Theater am Nollendorfplatz engagiert. In der Endphase des Zweiten Weltkriegs wurde Großkurt im Frühjahr 1945 zur Wehrmacht eingezogen, geriet aber schon bald von März bis September 1945 in der Normandie in amerikanische Kriegsgefangenschaft.
Danach holte ihn Gustaf Gründgens noch 1945 an die Städtischen Bühnen in Düsseldorf, wo er bis 1952 als Buffo, Charakterkomiker und Operettenregisseur aktiv war. Mehr und mehr im komischen Fach eingesetzt, waren Onkel Gustav in Das Feuerwerk und Frosch in Die Fledermaus zwei seiner Paraderollen. Von 1952 bis 1956 gehörte er als Operettenkomiker dem Ensemble des Staatstheaters am Gärtnerplatz in München an. Zeitweilig gehörte er auch zum Ensemble des Millowitsch-Theaters in Köln. Immer wieder spielte und sang er in Operetten. Vom „Grandseigneur der Operettendirigenten“, Franz Marszalek, wurde er wiederholt eingesetzt.
In den 1950er Jahren erlangte er durch seine Mitwirkung in vielen Filmproduktionen größere Bekanntheit. Seine Vorliebe galt dabei leichten Komödien und
Operettenverfilmungen. Obwohl er in sehr vielen Produktionen zu sehen war, verkörperte er überwiegend Nebenrollen als komischer, zwischen Heiterkeit und Melancholie schwankender Dicker. Dabei stand Großkurth mit fast allen bekannten Darstellern der Unterhaltungsfilme jener Zeit vor der Kamera. Anfang der 1970er Jahre war er – wiederum in kleinen Nebenrollen – in internationalen Großproduktionen wie Ludwig II. von Luchino Visconti und Blaubart von Hollywood-Regisseur Edward Dmytryk zu sehen und spielte in der französischen Fernsehproduktion des ORTF Die Schattenlinie unter der Regie von Georges Franju. Er war auch an Charlie und die Schokoladenfabrik (1971) beteiligt, wo er als Mr. Gloop den typischen dicken Metzger porträtierte.

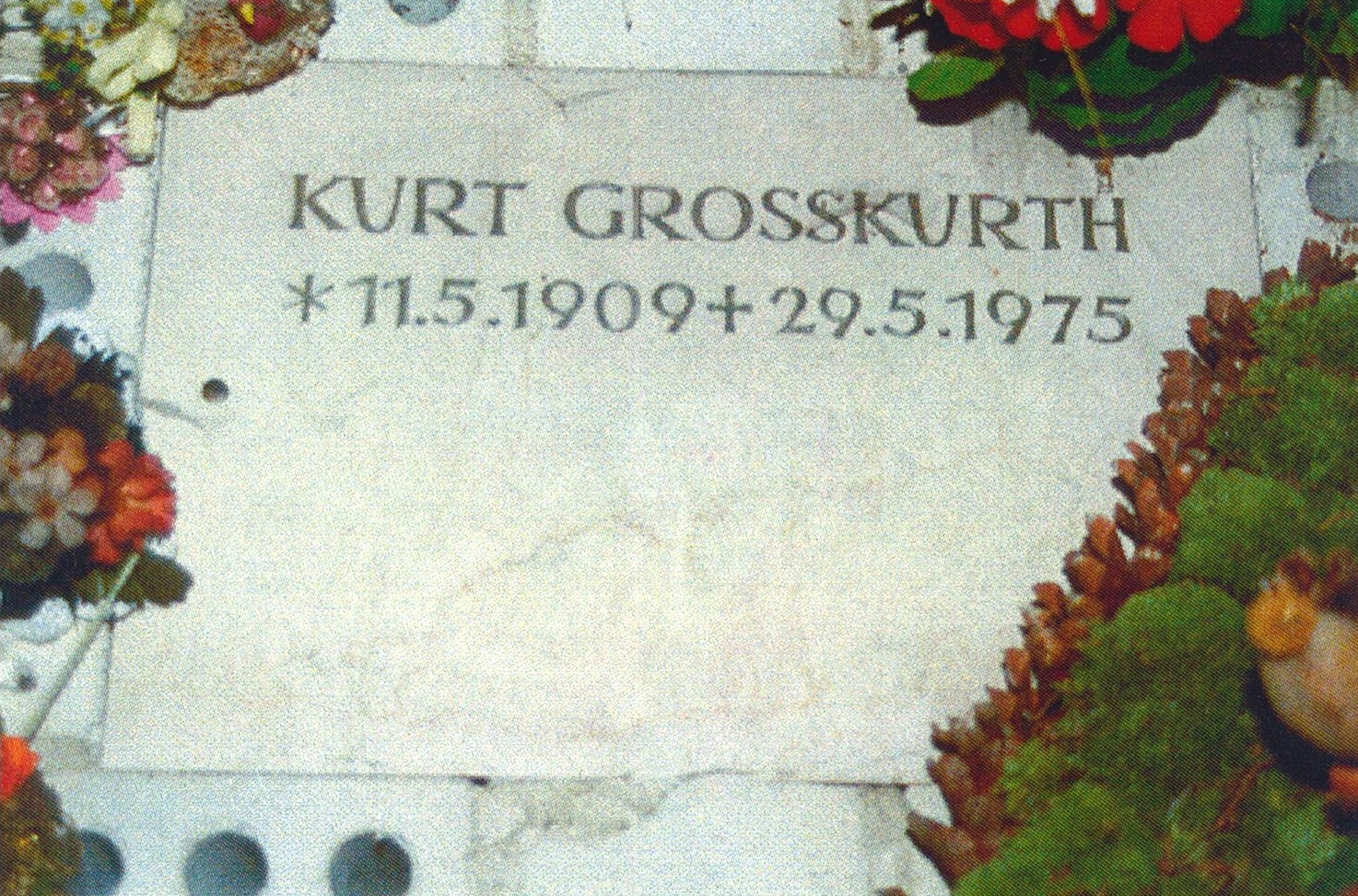
Grabstätte von Kurt Großkurth

Im deutschen Fernsehen spielte er unter anderem 1961 neben Erwin Linder und Monika Dahlberg eine der Hauptrollen in einer Verfilmung der Komödie Der fröhliche Weinberg von Carl Zuckmayer und war 1967 in Landarzt Dr. Brock als Bürgermeister Hermann Stahl in einer durchgehenden Rolle zu sehen. Von 1964 bis 1968 gehörte er zudem neben Paul Henckels, Arno Paulsen, Frank Barufski und Jupp Hussels dem Stammtisch der Fernsehshow Die fröhliche Weinrunde mit Margit Schramm und Willy Schneider an. Daneben sind auch Tätigkeiten im Hörfunk des NWDR und des Bayerischen Rundfunks zu verzeichnen.
Großkurth war mit der Sängerin und Schauspielerin Martha Zorn verheiratet. und Vater von drei Töchtern. Er starb kurz nach seinem 66. Geburtstag am 29. Mai 1975 bei einem Verkehrsunfall. Seine Grabstelle ist an der Urnenwand auf dem Friedhof in Grünwald bei München.

## Filmografie

### Kinofilme
- 1949: Hochzeit mit Erika
- 1952: Das Bankett der Schmuggler (Le Banquet des fraudeurs)
- 1953: Arlette erobert Paris
- 1953: Die geschiedene Frau
- 1953: Die Nacht ohne Moral
- 1953: Die kleine Stadt will schlafen gehn
- 1954: Morgengrauen
- 1954: Hoheit lassen bitten
- 1954: Sonne über der Adria
- 1955: Die spanische Fliege
- 1955: Frauen um Richard Wagner (Magic Fire)
- 1955: Rosenmontag
- 1956: Weil du arm bist, mußt du früher sterben
- 1956: Holiday am Wörthersee
- 1956: Hurra – die Firma hat ein Kind
- 1956: Manöverball
- 1956: Das alte Försterhaus
- 1957: Der Jäger von Fall
- 1957: Die verpfuschte Hochzeitsnacht
- 1957: Der müde Theodor
- 1957: Zwei Bayern im Harem
- 1957: Mit Rosen fängt die Liebe an
- 1957: Gruß und Kuß vom Tegernsee
- 1958: Mikosch, der Stolz der Kompanie
- 1958: Bühne frei für Marika
- 1958: Der Sündenbock von Spatzenhausen
- 1958: Kleine Leute mal ganz groß
- 1958: Gräfin Mariza
- 1959: Mikosch im Geheimdienst
- 1959: Mandolinen und Mondschein
- 1959: La Paloma
- 1959: Der lustige Krieg des Hauptmann Pedro
- 1959: Kein Mann zum Heiraten
- 1960: Schlagerparade 1960
- 1960: Conny und Peter machen Musik
- 1960: Wir wollen niemals auseinandergehn
- 1960: Willy, der Privatdetektiv
- 1961: Der fröhliche Weinberg
- 1961: Unsere tollen Tanten
- 1961: Am Sonntag will mein Süßer mit mir segeln gehn
- 1962: Drei Liebesbriefe aus Tirol
- 1962: Verrückt und zugenäht
- 1962: Tanze mit mir in den Morgen
- 1962: Die Post geht ab
- 1962: Wenn die Musik spielt am Wörthersee
- 1963: Die lustigen Vagabunden
- 1963: Unsere tollen Nichten
- 1963: Übermut im Salzkammergut
- 1963: Das Spukschloß im Salzkammergut
- 1964: Unsere tollen Tanten in der Südsee
- 1964: Holiday in St. Tropez
- 1964: Die letzte Kugel traf den Besten (Aventuras del Oeste)
- 1965: Der letzte Mohikaner
- 1966: Liebesspiel im Schnee
- 1967: Heubodengeflüster
- 1970: Die Jungfrauen von Bumshausen
- 1971: Obszönitäten
- 1971: Charlie und die Schokoladenfabrik
- 1972: Blaubart (Barbe bleu)
- 1972: Ludwig II.
- 1973: Frau Wirtins tolle Töchterlein

### Fernsehproduktionen
- 1956: Meine Schwester und ich
- 1958: Die frechste Show der Welt
- 1959: Raub der Sabinerinnen
- 1959: Premiere Ultimo
- 1960: Das Mißverständnis
- 1960: Der Vogelhändler
- 1961: Der fröhliche Weinberg
- 1961: August
- 1961: Das Land des Lächelns
- 1962: Gasparone
- 1963: Stiftungsfest der Fleißigen Biene
- 1963: Die Jagd nach Helena
- 1964: Kein Grund zur Unruhe
- 1964–1968: Die fröhliche Weinrunde
- 1966: Geronimo und die Räuber
- 1967: Ein Florentiner Hut
- 1967–1969: Landarzt Dr. Brock (Fernsehserie) – durchgehende Rolle als Bürgermeister
- 1969: Die ungarische Hochzeit
- 1969: Die Entführung aus dem Serail
- 1969: Party-Geschichten – 2 Folgen
- 1970: Das Mädchen seiner Träume
- 1971: Der Raub der Sabinerinnen
- 1971: Drüben bei Lehmanns (Fernsehserie) – Klassenkameraden
- 1971: Ende einer Dienstfahrt
- 1971: Olympia - Olympia
- 1972: Tingeltangel (Fernsehserie) – Die Braut tanzt aus der Reihe
- 1972: Die Geisha
- 1973: Die Schattenlinie (La ligne d’ombre)
- 1973: Die Powensbande
- 1974: Gräfin Mariza
- 1974: Zigeunerliebe
- 1975: Ein Fall für Sie! – Sonnenschein bis Mitternacht

## Hörspiele
- 1951: Das Krähenspiel – Regie: Wilhelm Semmelroth
- 1958: Eselei in Grömelskirchen – Regie: Hermann Pfeiffer
- 1961: Die Überstunden des Simon Parblinger – Regie: Heinz Dieter Köhler